# 罗里·金尼尔
罗里·金尼尔（英語：Rory Kinnear，1978年2月17日—）是一位英國男演員、皇家莎士比亞劇團成員。他演过不少莎士比亚戏剧，2011年在电视剧《黑鏡》中扮演了首相。